# حزام الطيران
حزام الطيران (بالإنجليزية: Jet pack)‏ ومعروف أيضا بحزام الصواريخ rocket belt هو جهاز طيران وعادة ما يتم وضعه على الظهر، يقوم الجهاز بدفع المستخدم للطيران في الهواء عبر ضغط الغازات وفي بعض الحالات يتم عبر ضغط الماء.

## معرض الصور

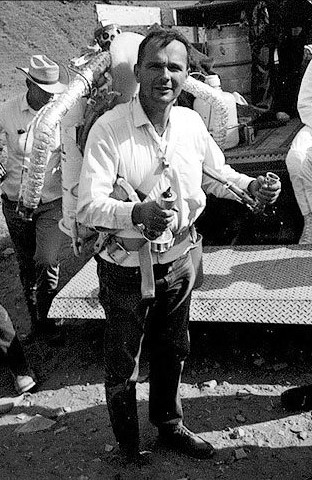
عالم الفلك يوجين ميرل شوميكر يقوم بالتدريب على الجهاز
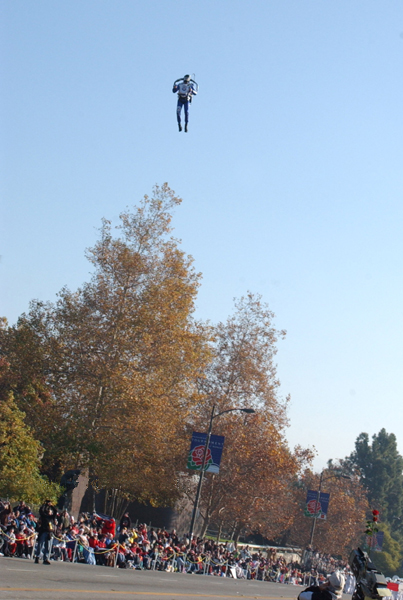
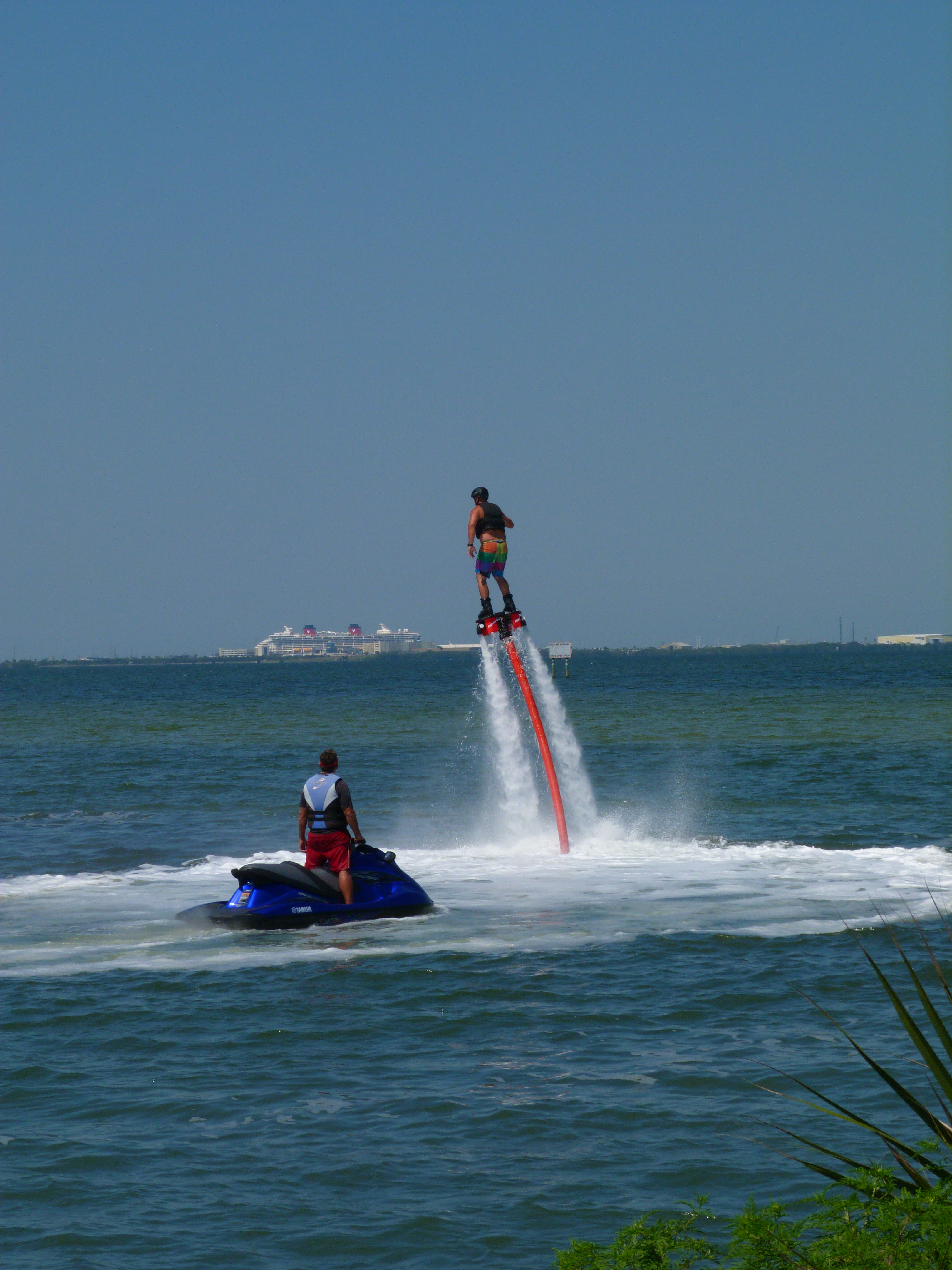
رواية قصص مدهشة في أغسطس 1928